# Les Touches
 Les Touches  es una población y comuna francesa, situada en la región de Países del Loira, departamento de Loira Atlántico, en el distrito de Châteaubriant y cantón de Nort-sur-Erdre.

## Demografía
| 1306 | 1326 | 1359 | 1633 | 1935 | 1950 |
| Para los censos de 1962 a 1999 la población legal corresponde a la población sin duplicidades (Fuente: INSEE [Consultar]) |      |      |      |      |      |